# Henri Poels
Hendrikus Andreas (Henri) Poels (Venray, 14 februari 1868 – Heerlen, 7 september 1948), ook bekend als dr. Poels, was een Nederlands rooms-katholiek priester, theoloog en filantroop.

## Biografie
Henri Poels werd geboren in een welgestelde boerenfamilie in het Noord-Limburgse Venray.

Heraldisch wapen dr. Henricus Andreas Poels

### Studie en wetenschappelijk werk
Na studies aan de seminaries te Rolduc en Roermond werd hij op 23-jarige leeftijd tot priester gewijd. Na verdere studie in Leuven in de Bijbelwetenschap promoveerde hij daar in 1897 tot doctor in de theologie.
Hij was bestemd om professor Bijbelwetenschap aan het grootseminarie van zijn bisdom te worden maar hij werd verdacht van modernistische sympathieën. De weifelende bisschop Josephus Drehmanns van Roermond was niet opgewassen tegen de veel krachtigere figuur van bisschop Caspar Josefus Martinus Bottemanne van Haarlem. Het professoraat voor Poels ging niet door. Ook het nog eervoller lidmaatschap van de Pauselijke Bijbelcommissie, waar de jonge Poels bijna al van verzekerd was, ging hem voorbij.
Tijdens de spoorwegstaking van 1903 was dr. Poels als kapelaan in Venlo zeer actief, waarvoor hij werd benoemd tot ridder in de Orde van Oranje-Nassau. 
Nog één keer probeerde Poels het met een professoraat in de exegese, aan de Katholieke Universiteit (Catholic University) van Washington D.C.. Tussen 1904 en 1910 doceerde hij daar en hem werd toen ontslag verleend. Aan de basis daarvan lag een artikel van Poels waarin hij (niet als eerste) het in de Rooms-katholieke theologie gangbare geloof bestreed dat Mozes de auteur was van de Pentateuch, de eerste vijf boeken van de Bijbel; hij betoogde dat die boeken moesten zijn geschreven door meerdere auteurs en geredigeerd ver en ver na Mozes' tijd. Veertig jaar later was Poels' overtuiging overigens algemeen aanvaard in katholieke kring.

### Aalmoezenier in de Mijnstreek
Het was enigszins een blessing in disguise: nu Poels' rol uitgespeeld was in de exegese, benoemde bisschop Drehmanns hem in 1910 tot aalmoezenier in de mijnstreek. Het maatschappelijk leven in Limburg werd door Poels en de zijnen volgens een strak katholiek hiërarchisch-klerikaal model georganiseerd. Poels had zich ook destijds in Venlo een krachtig, sociaal voorman betoond en tot kort vóór de oorlog zou hij dat blijven.
Om de woningnood in de mijnstreek te bestrijden richtte hij op 3 juli 1911, met steun van de Staatsmijnen, Ons Limburg op, een overkoepelend orgaan voor de lokale woningbouwverenigingen.
In 1913 werd hij tot hoofdaalmoezenier van de Arbeid in het mijndistrict benoemd. Daarnaast bleef hij zeer actief bij de oprichting van diverse organisaties. Poels stimuleerde de stichting van buurthuizen in de mijnstreek. Samen met de toenmalige directrice van de school voor maatschappelijk werk in Sittard, Willy Hillen, en de inspecteur voor de Volksgezondheid, L. Veeger, stond hij aan de wieg van de Stichting Onze Buurthuizen. Door zijn contacten met de Staatsmijnen en de burgemeesters in het gebied verkreeg hij de nodige steun bij het realiseren van deze gemeenschapsvoorzieningen.

### Overige werkzaamheden
Op 12 maart 1917 hield Poels in de Staarzaal in Maastricht zijn beroemd geworden 'Noodkistrede', zo genoemd naar de Noodkist van Sint-Servaas, op wiens heilige gebeente hij zich beriep. Poels sprak schande van het feit dat er in de industriestad Maastricht bijna tweeduizend eenkamerwoningen waren ("1987 schamele hokjes", zoals Poels keer op keer benadrukte), waarin fabrieksarbeiders met hun gezinnen onder erbarmelijke omstandigheden moesten wonen. Het effect van de Noodkistrede was ongekend. Nog in hetzelfde jaar sloot de keramiekfabriek De Sphinx de zogenaamde Cité Ouvrière in het Boschstraatkwartier, hét symbool van de slechte woonomstandigheden in de stad. De woningbouwvereniging "Sint Matthias" werd in juli 1917 opgericht en de gemeente Maastricht, die tot dan toe het bouwen van sociale woningen als een taak van particulieren zag, ging nu ook "gemeentewoningen" bouwen.
Toen Troelstra in 1918 uitspraken deed die bijna tot een nationale revolutie leidden (de vergissing van Troelstra), was Poels een van de eersten die zich tegen hem keerden. In de jaren die volgden, werd Poels vele malen onderscheiden door staat en Kerk. In 1931 werd hij pauselijk huisprelaat. In 1935 werd hij bevorderd tot apostolisch protonotaris. In de jaren 1930 nam hij keer op keer stelling tegen het nationaalsocialisme en sympathiserende organisaties zoals de NSB. In 1947 ontving hij een eredoctoraat van de toenmalige Katholieke Economische Hogeschool te Tilburg, tegenwoordig bekend als Tilburg University.
In 1939 nam hij ontslag als hoofdaalmoezenier van sociale werken. Karel Roncken volgde hem op.
Gedurende de Tweede Wereldoorlog verbleef hij in Zwitserland. Zijn laatste levensdagen bracht hij door in het klooster van de Medische Missiezusters te Imstenrade bij Heerlen, waar hij overleed. Hij werd vier dagen later in zijn geboorteplaats Venray begraven.

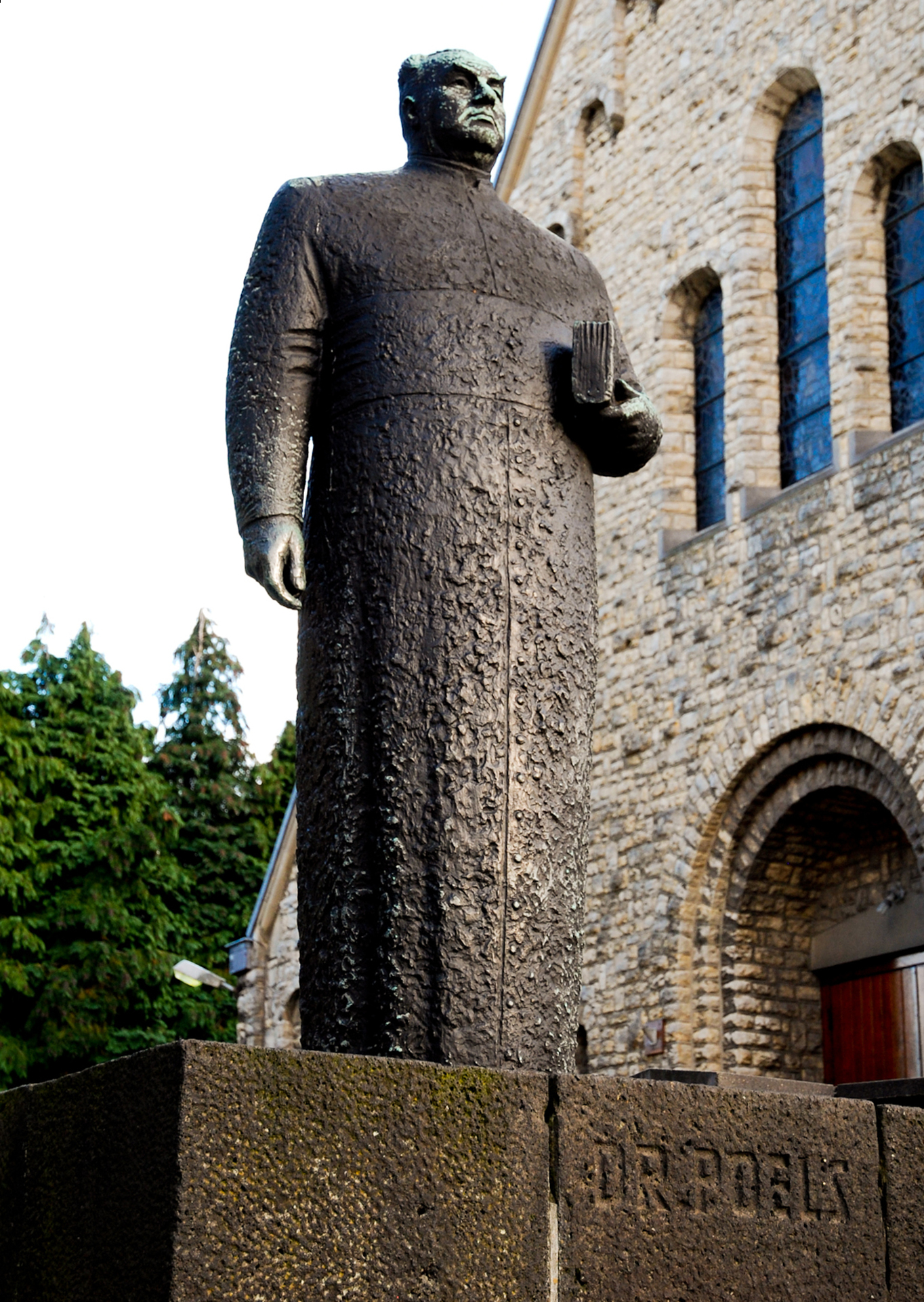
Bronzen beeld van Poels bij de St.-Martinuskerk te Heerlen-Welten

## Nalatenschap
- Standbeelden van Poels zijn geplaatst in Venray (1953, Piet van Dongen) en Heerlen-Welten (1954, Wim van Hoorn). In Venlo staat op het Dr. Poelsplein een beeld van de Heilige Familie met op de sokkel een bronzen reliëf van Poels (1931, Charles Vos). In het Limburgs Museum in Venlo bevindt zich een afgietsel hiervan. Het museum bezit tevens een bronzen portretbuste van Poels, oorspronkelijk bedoeld voor het kantoor van de RK Mijnwerkersbond in Heerlen (1935, Charles Vos).[5]
- In diverse Limburgse plaatsen, maar ook daarbuiten, is een straat of plein naar hem vernoemd, onder andere in zijn geboorteplaats Venray, en verder in Heerlen, Kerkrade, Simpelveld, Amstenrade, Schinnen, Schinveld, Klimmen, Gronsveld, Maastricht, Beek, Echt, Roermond, Reuver, Maasbree, Tegelen, Venlo, Gennep, Valkenswaard, 's-Hertogenbosch, Oss, Etten-Leur, Oosterhout, Oudenbosch, Roosendaal, Nijmegen, Westervoort, Oldenzaal, Wateringen en Amstelveen.
- In Nijmegen is de Technische School Dr. Poels naar hem vernoemd.
- Vanaf 2010 trad acteur Paul Fissette verschillende keren in de rol van dr. Poels tijdens diens 'Noodkistrede'.[6]

## Bronverwijzingen
1. ↑  'Hendrikus Andreas Poels', in geboorteakte Venray, 1868,  no. 19. en overlijdensakte Heerlen, 1948, no. 485.
2. ↑  Herman Nijenhuis (1987): Werk in de schaduw: club- en buurthuizen in Nederland, 1892-1970, derde druk, pp. 106-108.
3. ↑  Ad Knotter (2006?): 'Regout, de Sphinx en de sociale geschiedenis: van lieu de mémoire tot historische analyse' (PDF van lezing op website SHCL). Gearchiveerd op 13 juni 2021.
4. ↑  "Mgr. Poels ere-doctoraat" in Limburgsch dagblad
d.d. 23 oktober 1947
5. ↑  'Limburgs Museum Venlo' op charlesvos.nl. Gearchiveerd op 24 juni 2023.
6. ↑  'Wonen in de Lange of Kleine Gracht' op mestreechtersteerke.nl. Gearchiveerd op 24 juni 2023.

- Bibliothèque nationale de France: cb12704851q (data)
- Biografisch Portaal: 48315219
- Digitale Bibliotheek voor de Nederlandse Letteren: poel066
- Gemeinsame Normdatei: 122387074
- International Standard Name Identifier: 0000 0000 6300 1466
- Library of Congress Control Number: n85077804
- Nationale Bibliotheek van Israël: 987007280712705171
- Nederlandse Thesaurus van Auteursnamen: 070255768
- Système universitaire de documentation: 122213564
- Trove: 846690
- Virtual International Authority File: 27952434
- WorldCat: E39PBJmdwTBCMV83J6p4JFmWXd